# Parzenica (trang trí dân gian)

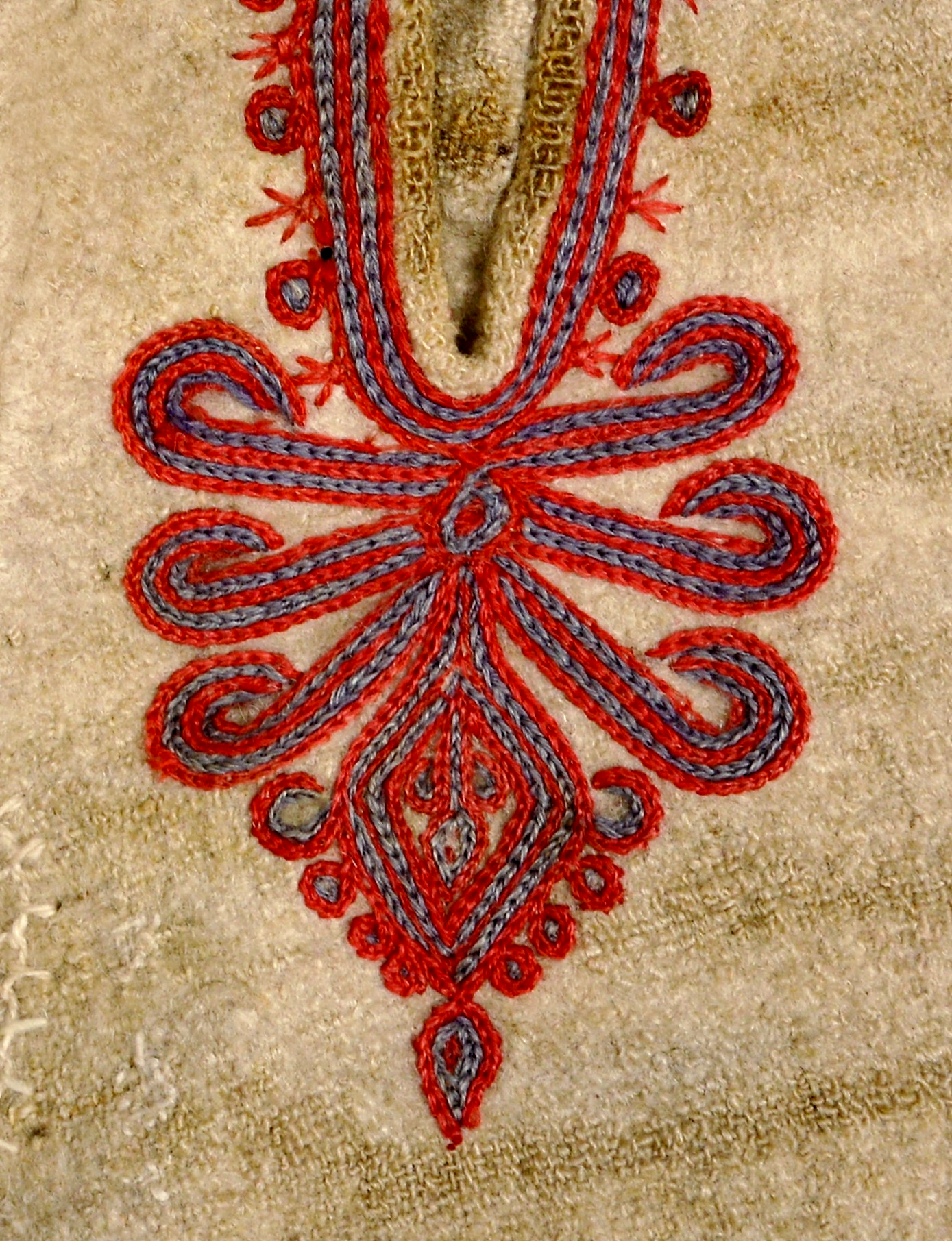
Thêu parzenica trên quần nam vào thế kỷ 19, ở Podhale. Bộ sưu tập của Bảo tàng Tatra ở Zakopane.

Parzenica là một hoa văn may tay truyền thống, hình trái tim đặc trưng của nghệ thuật trang trí của người Ba Lan ở vùng cao, thường được thêu ở phía trên mặt trước của quần dài nam.

## Lịch sử
Mô típ trang trí đặc trưng này có thể có nguồn gốc từ Hungary, và đến đầu thế kỳ 20 thì nó trở thành một trong những mẫu trang trí dễ nhận biết nhất ở vùng Podhale. Chưa rõ nguồn gốc của tên gọi, nó có thể có liên quan đến những động từ của tiếng Ba La cổ parznąć và parznić có nghĩa là làm bẩn cái gì đó. Ban đầu, tên gọi này cũng được dùng trong những vật dụng thường nhật khác của người Goral, gồm những khuôn gỗ để làm pho mát và mô típ hình trái tim trong chạm khắc gỗ. Nguồn gốc của hình mẫu này cũng chưa được biết đến, một số tác giả tin rằng nó được đưa vào từ Hungary. Trong nửa sau của thế kỷ 19, các parzenica đầu tiên đã được làm ở Tatras nhưng chỉ là những đường may bằng chỉ đơn giản, để làm cho các đường cắt ở phía trước quần được bền hơn, do những đường may chỉ có thể làm cho vải len không bị tua. Dần dà, các thợ may đã sử dụng chỉ màu xanh nước biển hoặc đỏ và thêm vào những đường may bổ sung để tạo ra một thiết kế trang trí thay cho đường may đơn giản, rồi sau đó được thay bằng thêu với nhiều màu sắc hơn.

## Mô tả

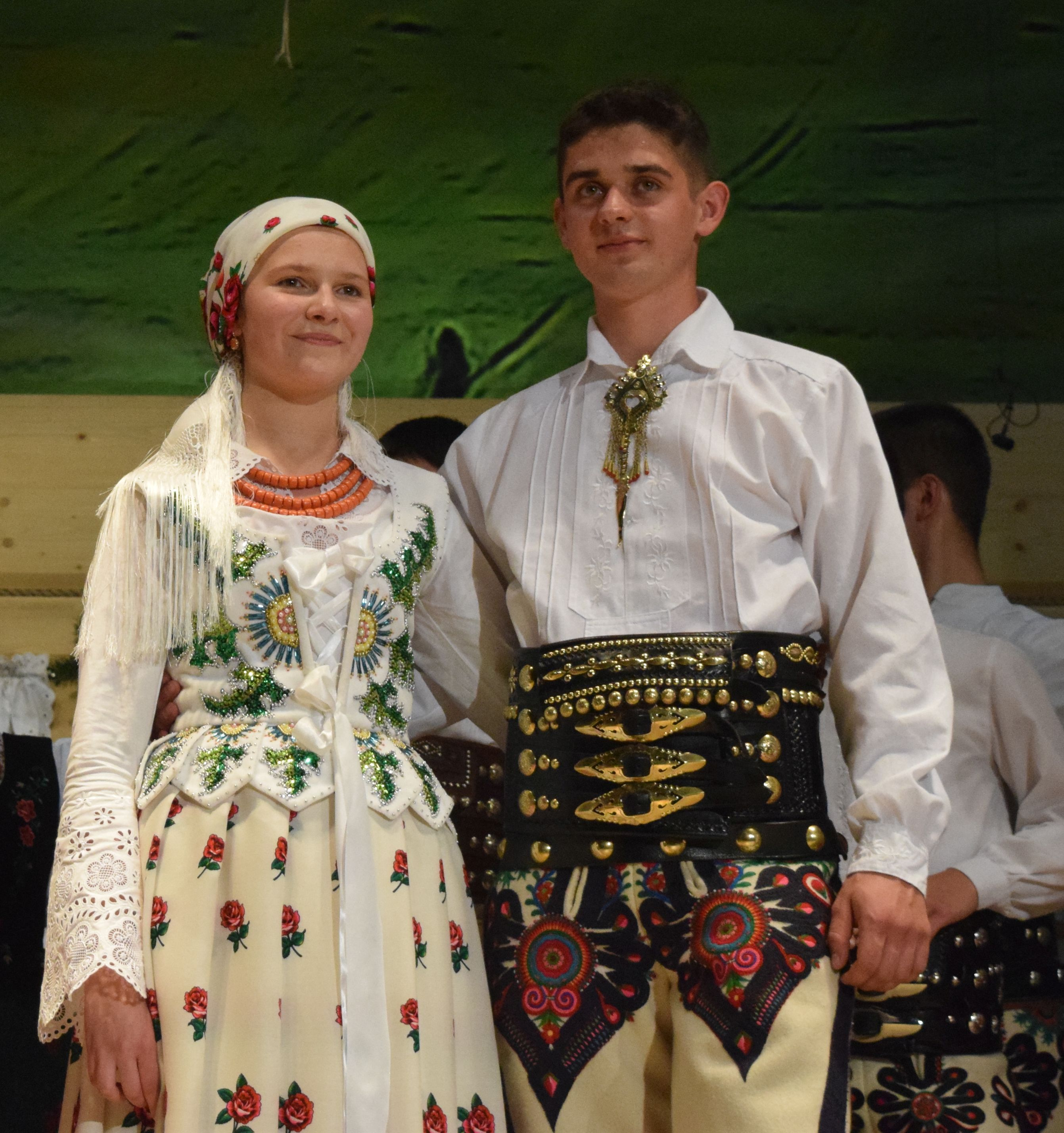
Trang phục dân gian ở Podhale, thêu parzenica trên quần nam

Thêu parzenica (còn gọi là cyfra) xuất hiện từ giữa thế kỷ 19. Ban đầu chúng chỉ là những đường may đơn giản, dùng để gia cố cho những đường cắt ở phía trước quần tránh khỏi bị tua ra. "Gút hiệp sĩ" là một họa tiế trang trí có ba đường may, đặc trưng của trang phục nam ở vùng cao, thường được dùng làm đường chân cho parzenica. Nó là một trong những kiểu parzenica cổ nhất, xuất hiện trong trang phục truyền thống của người vùng cao ở Beskid Sądecki, Gorce Mountains và những khu vực khác.
Hình dáng parzenica hiện đại xuất hiện từ khi những người thợ may bắt đầu sử dụng chỉ màu đỏ và xanh nước biển, đồng thời tăng số đường may. Sau đó thiết kế được thay bằng thêu. Sử dụng chỉ len giúp cho parzenica trở thành một vật trang trí riêng biệt trên quần, được chế tác bởi những thợ may và thợ thêu khéo tay.